# محمد بدرة
محمد بدرة مصور صحفي سوري ولد عام 1990 في دوما في الغوطة الشرقية شرق دمشق.
حصل على جائزة بايو كالفادوس-نورماندي لمراسلي الحرب عام 2016، وجائزة الصورة الصحفية العالمية عام 2019، عن تغطيته لأحداث الثورة السورية والحرب الأهلية السورية.

## سيرة ذاتية
ولد محمد بدرة عام 1990 في دوما في الغوطة الشرقية إحدى ضواحي دمشق.
درس الهندسة المعمارية منذ عام 2009 في جامعة دمشق، لكنه اضطر في عام 2012 إلى ترك دراسته في السنة الثالثة بسبب الحرب الأهلية التي تمزق بلاده.
عمل منقذاً متطوعاً مع الهلال الأحمر العربي السوري لمساعدة ضحايا النظام السوري. في مواجهة قلة خبرته، كان زملائه المنقذين قد « اقترحوا عليه التقاط الصور فقط بدلاً من محاولة مساعدة المصابين ».
بدأ بتوثيق الحرب ونشر صوره على شبكات التواصل الاجتماعي. «لقد أصبحت كاميرا، وروبوتًا، ملتقطاً الصور واحدة تلو الأخرى. صورة بعد صورة. ثم عزلت نفسي عن أحبائي: من الأفضل أن تكون وحيدا في الحرب. من الأفضل أن تكون وحيداً في الجحيم».
لفتت صوره المنشورة في وكالة رويترز للأنباء وسائل الإعلام. وفي أكتوبر 2015، انضم إلى فريق عمل الوكالة الأوروبية للصور الصحفية (EPA),.
أكسبته تغطيته للصراع السوري شهرة مهنية في عام 2016  والعديد من الجوائز الدولية في التصوير الصحفي,.
وفي أبريل/نيسان 2018، أُجبر على مغادرة دوما إلى مدينة إدلب في شمال غرب سوريا، التي تسيطر عليها قوات المعارضة التي تقاتل ضد بشار الأسد. ذهب إلى المنفى في اسطنبول في تركيا حيث عاش بطريقة غير قانونية لمدة عام.
وأمام صعوبات البقاء في تركيا، طلب اللجوء السياسي إلى فرنسا، وحصل عليه عام 2019.
يعيش محمد بدره في باريس منذ أبريل 2020 حيث يواصل العمل لدى وكالة EPA.

## معارض
- 2021 : عشر سنوات من الحرب شاهدها ستة عشر مصوراً سورياً، مكتب تنسيق الشؤون الإنسانية ، تأشيرة للصورة ، بربينيان,[8][9]

## الجوائز
- 2016 : صورة اليونيسف لهذا العام، الجائزة 3 [10]
- 2016 : جائزة المراسل الشاب في جائزة بايو كالفادوس-نورماندي لمراسلي الحرب عن " سوريا، أولئك الذين بقوا »,[11][12]
- 2016 : أفضل مصور في مجلة تايم واير [5]
- 2018 : مسابقة أتلانتا للتصوير الصحفي، الجائزة 2 ، الفئة " صور الأخبار » [13]
- 2018 : جائزة ماركو لوتشيتا للتصوير الفوتوغرافي [14]
- 2018 : IPPAWRDS (جوائز صور iPhone)، الجائزة 1الأول {{{1}}} ، " الأخبار/الأحداث » [15]
- 2019 : الترشيح لجائزة أفضل صورة صحفية عالمية لهذا العام [16]
- 2019 : جائزة الصورة الصحفية العالمية ، الجائزة 2 ، الفئة " بقعة الأخبار والقصص » لمسلسله « سوريا لا خروج » حول تداعيات القصف بالأسلحة الكيميائية على الغوطة الشرقية [17]

## الملاحظات والمراجع
1. ↑  وصلة مرجع: https://www.worldpressphoto.org/collection/photo/2019/37719/1/Mohammed-Badra-(1).
2. ↑  وصلة مرجع: http://www.prixbayeux.org/2016/10/08/pbc2016-palmares-2/.
3. 1 2  "Witnessing horror in Eastern Ghouta". www.cnn.com (بالإنجليزية الأمريكية). Archived from the original on 2025-01-07. Retrieved 2021-09-08.
4. 1 2 3  ""Ni oubli, ni pardon" – Portrait de Mohammed, photojournaliste syrien". Maison des journalistes (بfr-FR). 13 Nov 2019. Archived from the original on 2025-06-28. Retrieved 2021-09-08.{{استشهاد ويب}}:  صيانة الاستشهاد: لغة غير مدعومة (link)
5. 1 2 3 4  "Here Is TIME's News Photographer of 2016". TIME.com. مؤرشف من الأصل في 2025-06-28. اطلع عليه بتاريخ 2021-09-08.
6. 1 2  "World Press Photo of the Year nominee Mohammed Badra | 1854 Photography". www.1854.photography (بالإنجليزية البريطانية). Archived from the original on 2025-01-07. Retrieved 2021-09-08.
7. ↑  "Mohammed Badra | epa european pressphoto agency | Professional News Photography Worldwide". www.epa.eu (بالإنجليزية). Archived from the original on 2022-09-28. Retrieved 2021-09-08.
8. ↑  Frédéric Autran (15 mars 2021). "Une décennie de guerre vue par 16 photographes syriens". Libération (بالفرنسية). Archived from the original on 2025-01-14. Retrieved 2021-09-08. {{استشهاد ويب}}: تحقق من التاريخ في: |تاريخ= (help)
9. ↑  "Dix ans de guerre vus par seize photographes syriens". Visa pour l’image (بالفرنسية). Archived from the original on 2025-06-28. Retrieved 2021-09-08.
10. ↑  "Mohamad Badra, Syria". www.unicef.de (بالألمانية). Archived from the original on 2025-06-28. Retrieved 2021-09-08.
11. ↑  Margaux Rolland (10/10/2016). "Prix Bayeux-Calvados : les reportages primés des correspondants de guerre". Paris Match (بالفرنسية). Archived from the original on 2025-06-28. Retrieved 2021-09-08. {{استشهاد ويب}}: تحقق من التاريخ في: |تاريخ= (help)
12. ↑  "[[:قالب:23e]] Prix Bayeux-Calvados des correspondants de guerre : le palmarès". Prix Bayeux Calvados-Normandie (بfr-FR). 8 Oct 2016. Archived from the original on 2025-06-28. Retrieved 2021-09-08. {{استشهاد ويب}}: تعارض مسار مع وصلة (help)صيانة الاستشهاد: لغة غير مدعومة (link)
13. ↑  "2018 Winners · Atlanta Photojournalism Seminar". contest.photojournalism.org. مؤرشف من الأصل في 2025-01-14. اطلع عليه بتاريخ 2021-09-08.
14. ↑  "I vincitori del Premio Luchetta 2018, in scena il 25 maggio al Rossetti di Trieste". Fondazione Luchetta Ota D'Angelo Hrovatin Onlus (بit-IT). 22 May 2018. Archived from the original on 2025-06-28. Retrieved 2021-09-08.{{استشهاد ويب}}:  صيانة الاستشهاد: لغة غير مدعومة (link)
15. ↑  "2018 Winners – News/Events | IPPAWARDS | iPhone Photography Awards" (بالإنجليزية الأمريكية). 18 Jul 2018. Archived from the original on 2022-01-26. Retrieved 2021-09-08.
16. ↑  "Mohammed Badra | World Press Photo". www.worldpressphoto.org. مؤرشف من الأصل في 2021-11-18. اطلع عليه بتاريخ 2021-09-08.
17. ↑  "Mohammed Badra SPS-BJ | World Press Photo". www.worldpressphoto.org. مؤرشف من الأصل في 2021-09-08. اطلع عليه بتاريخ 2021-09-08.